# مركز الزهرة
مركز الزُّهَرَة هي شركة سورية متخصصة في دبلجة الرسوم المتحركة وبرامج الأطفال إلى اللغة العربية وخاصة الأنمي الياباني. مقر الشركة يقع في العاصمة السورية دمشق في منطقة الجمارك.
ويمتاز المركز بسياسة التشديد على النطق الصحيح للغة العربية الفصحى في دبلجته، ومطابقته لحركة الشفاه أثناء الدبلجة، والحفاظ على الطبقات الصوتية. يختص مركز الزهرة بدبلجة الرسوم المتحركة وبالأخص (الأنمي الياباني) مع تعديل محتوى بعض الرسوم لكي يناسب عمر المشاهد. بالإضافة إلى أن المركز يقوم بدبلجة بعض الأفلام الكرتونية التابعة للمسلسلات الكرتونية، مثل أفلام المحقق كونان كما دبلج أفلام عالمية أخرى منها؛ ثلاثة أفلام تابعة لفيلم عصر جليدي وفيلم غارفيلد: الفيلم.

## التاريخ
في عام 1991، أسس مناع حجازي وفايز الصباغ مع ماهر الحاج ويس مركز الزهرة للدبلجة، بهدف إثراء الساحة الفنية وخدمة الجمهور العربي. في تلك الفترة، كانت أعمال الدبلجة تُشترى من قِبل بعض القنوات العربية الحكومية، وخاصة خلال فترة التسعينات، وكان مركز الزهرة من أبرز الاستوديوهات التي شاركت في هذا المجال بعد تأسيسه عام 1991. وبعد نجاح استمر لعقد من الزمن، قام فايز الصباغ بتأسيس قناة سبيستون عام 2000، لتصبح الواجهة الرسمية لعرض أعمال مركز الزهرة، وترتبط القناتان تحت اسم وشراكة واحدة.

## أعمال مركز الزهرة

المحقق كونان من أشهر الأنيميات التي دبلجها مركز الزهرة.

قام مركز الزهرة بدبلجة عدد كبير من مُسلسلات وأفلام الأنمي والرسوم المتحركة وعددًا من المُسلسلات الحية، أبرزها ما يلي:
| - وودي نقار الخشب - الضاحكون - القناع - فلينستون - سلفستر وتويتي - بينكي وبرين - سوبرمان - باتمان - سونيك القنفوذ السريع - دروب ريمي - البؤساء - الحديقة السرية - عهد الأصدقاء | - المحقق كونان - هزيم الرعد - أجنحة كاندام - داي الشجاع - أبطال الديجيتال (أربعة أجزاء فقط) - القناص (مستمرة دبلجته) - ون بيس (لم تُكمل دبلجته) - دراغون بول (مستمرة دبلجته) - الرمية الملتهبة - سلام دانك - كابتن ماجد - أبطال الكرة - بي بليد - أبطال النينجا للمزيد طالع تصنيف:أعمال مركز الزهرة |  |

## الأداء الصوتي
تعامل مركز الزهرة مُنذ نشأته مع عددٍ كبير من الممثلين يُذكر منهم:
| - آمال سعد الدين - زياد الرفاعي - مروان فرحات - أيمن السالك - عادل أبو حسون - محمد خير أبو حسون - رأفت بازو - بثينة شيا - آنجي اليوسف | - أسيمة يوسف - هزار الحرك - أمل حويجة - مأمون الفرخ - فدوى سليمان - همسة الحايك - فاتن عيدو - علي القاسم - ميادة درويش | - مأمون الرفاعي - طالب الرفاعي - يحيى الكفري - هشام كفارنة - فاطمة سعد - رغدة الخطيب - إياس أبو غزالة - محمد خرماشو - مجد ظاظا | - أمل عمران - سمر كوكش - آمنة عمر - لينا ضوا - لمى الشمندي - منصور السلطي - موفق الأحمد - محمد عارف السعيد - محمد مصطفى للمزيد: ممثلو مركز الزهرة |

كما أنه تعامل مع عدد من الموسيقيين أبرزهم: طارق العربي طرقان - رشا رزق - إبراهيم سليماني - عاصم سكر - هالة الصباغ - عنان الخياط - سونيا بيطار - نور عربي

## روابط خارجية
- مركز الزهرة على موقع IMDb (الإنجليزية)
- مركز الزهرة على موقع ANN company (الإنجليزية)